# Отражение (математика)
 Тази статия е за математическата концепция.  За физичното явление вижте Отражение.  
Отражението e математическо изображение от дадено евклидово пространство в самото него, което е изометрия с хиперравнина като множество от неподвижни точки (в двуизмерно пространство това множество се нарича ос, а в триизмерно – равнина на симетрия). Изображението на дадена фигура чрез отражение е неин огледален образ спрямо оста или равнината на симетрия. Например, огледалният образ на буквата p при отражение спрямо вертикална ос би изглеждал като буквата q, а при отражение спрямо хоризонтална ос – като буквата b. Отражението е вид инволюция – ако се приложи повторно, точките от първото отражение се връщат на първоначалното си местоположение.